# 擬扇葉提燈蘚
擬扇葉提燈蘚（学名：Mnium pseudopunctatum）为提燈蘚科提燈蘚屬下的一个种。